# Royse City
Royse City é uma cidade localizada no estado norte-americano do Texas, no Condado de Collin e Condado de Rockwall.

## Demografia
Segundo o censo norte-americano de 2000, a sua população era de 2957 habitantes.
Em 2006, foi estimada uma população de 7129, um aumento de 4172 (141.1%).

## Geografia
De acordo com o United States Census Bureau tem uma área de
26,4 km², dos quais 26,4 km² cobertos por terra e 0,0 km² cobertos por água. Royse City localiza-se a aproximadamente 157 m acima do nível do mar.

## Localidades na vizinhança
O diagrama seguinte representa as localidades num raio de 12 km ao redor de Royse City.